# Cerro Castor
Pour les articles homonymes, voir Castor.
Cerro Castor est une station de sports d’hiver argentine située en Terre de Feu à 26 km au nord d'Ushuaïa. Après 11 ans de travaux, la station est ouverte au public depuis le 9 juillet 1999. Située au-delà du 54° Sud, c'est la station de ski la plus australe du monde.

## Histoire
La station accueille, depuis 2004, en stage d'entraînement d'été, les membres de l'équipe de France de ski alpin comme Jean-Baptiste Grange, Thomas Fanara ou bien Gauthier de Tessières en 2010. D'autres équipes comme les Suisses, les Italiens, les Canadiens, les Croates, les Espagnols et les Russes viennent rechercher « les mêmes conditions de piste et de neige qu'en Europe » justifie le skieur français Julien Lizeroux,,.

## Accès
L'accès se fait par la seule et unique route, la route nationale 3, prolongement de la Panaméricaine.